# Écrainville
Écrainville är en kommun i departementet Seine-Maritime i regionen Normandie i norra Frankrike. Kommunen ligger i kantonen Goderville som tillhör arrondissementet Le Havre. År 2022 hade Écrainville 985 invånare.

## Befolkningsutveckling
Antalet invånare i kommunen Écrainville
| Referens: INSEE |